# Cenon-sur-Vienne
Cenon-sur-Vienne är en kommun i departementet Vienne i regionen Nouvelle-Aquitaine i västra Frankrike. Kommunen ligger i kantonen Vouneuil-sur-Vienne som tillhör arrondissementet Châtellerault. År 2022 hade Cenon-sur-Vienne 1 690 invånare.

## Befolkningsutveckling
Antalet invånare i kommunen Cenon-sur-Vienne
| Referens: INSEE |